# Ais kacang

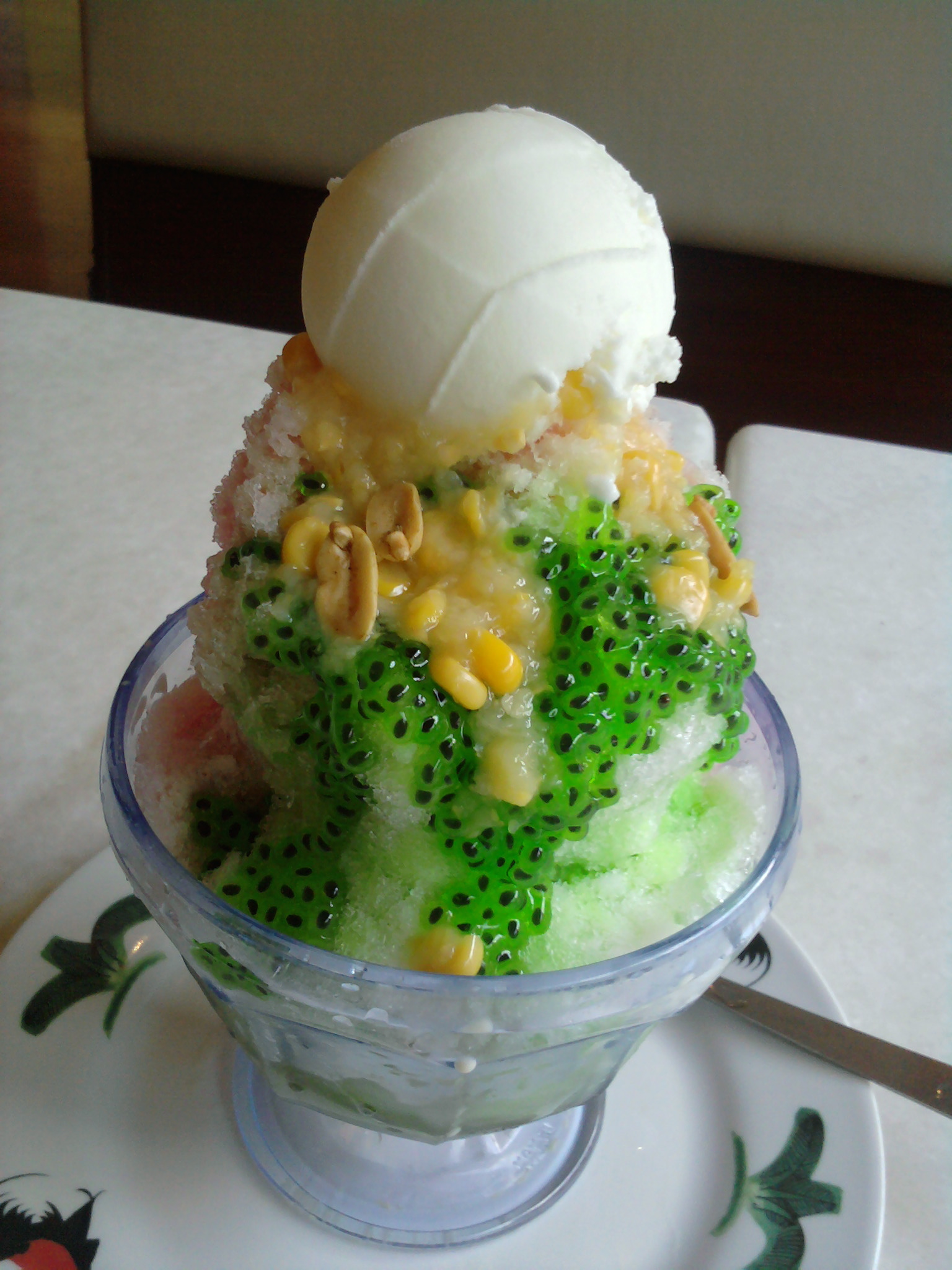
Coupe dais kacang recouvert de graines de basilic, de maïs doux, de cacahuètes et de crème glacée.

L’ais kacang (prononcé [aɪs ˈkatʃaŋ]), qui signifie "haricot glacé" en malaisien, est un dessert de Malaisie également consommé à Singapour (où il est appelé ais kachang) et à Brunei. Il est également appelé ABC (pour air batu campur, qui signifie "mélange de glace"). On peut trouver l’ais kacang dans de nombreux coffee shops d’Asie du Sud-Est.

## Préparation
On utilise traditionnellement une sorte de trancheuse à glace, manuelle ou électrique, afin d’obtenir la glace râpée. L’ais kacang se présente sous la forme d’un dessert coloré, agrémenté de différents fruits et sauces. C’est un dessert assez calorique, souvent consommé l’été. Les origines de l’ais kacang remontent aux années 1950, où il se présentait alors sous forme de petite boule de glace pilée simplement recouverte d’un sirop de sucre coloré, qui se mangeait à la main.
En Malaisie, quasiment toutes les variétés d’ais kacang comportent des graines de palmier, des haricots rouges (haricots azuki), du maïs doux, de la gelée d’herbe et des petits cubes d'agar-agar.
D’autres ingrédients, moins habituels, peuvent recouvrir l’ais kacang tels que l’aloe vera, le cendol, la nata de coco ou de la crème glacée. Des fruits peuvent être ajoutés, typiquement de la banane ou des litchis.
L’ais kacang est alors recouvert de lait concentré ou de lait de coco, ainsi que de sirop de rose ou de salsepareille. Certaines variantes utilisent du sirop de chocolat ou de la glace au durian, gros fruit asiatique à l'odeur particulièrement forte. Dans d'autres variantes, l’ais kacang est recouvert d’un sirop multicolore accompagné d’un sirop à base de jaggery (sucre de palme). Le dessert peut ensuite être recouvert de tranches de bananes ou de cacahuètes.

## Dans d'autres cultures
Il existe des variantes plus ou moins similaires à l'ais kacang dans d'autres cultures. On trouve notamment :
- le halo-halo, dessert philippin.
- le patbingsu, dessert coréen.
- le granita, dessert italien typique de la Sicile.
- le kakigōri, dessert japonais.
- le baobing, dessert taïwanais.
- le granité hawaïen, dessert des États-Unis.
- la grattachecca, dessert italien.